# Atlantis: The Lost Empire
Atlantis: The Lost Empire (bra: Atlantis - O Reino Perdido; palop/prt: Atlântida: O Continente Perdido) é um filme norte-americano de ação-aventura lançado em 2001 dirigido por Gary Trousdale e Kirk Wise, escrito por Tab Murphy e produzido por Don Hahn. É o 41º longa-metragem de animação produzido pelos estúdios da Walt Disney Pictures e é estrelado por Michael J. Fox, James Garner, Cree Summer, Don Novello, Phil Morris, Claudia Christian, Jacqueline Obradors, Florence Stanley, Jim Varney e Corey Burton. Na história, o linguista norte-americano Milo Thatch adquire um antigo livro dentro do qual há um guia cifrado que leva até Atlântida, com ele e um grupo de mercenários formando uma expedição para poderem encontrar a cidade perdida.
O desenvolvimento do filme começou pouco depois da finalização de The Hunchback of Notre Dame. A equipe decidiu produzir um filme de ação-aventura inspirado em uma obra de Júlio Verne em vez de outro musical que a Walt Disney Feature Animation estava acostumada a fazer. Atlantis adotou o estilo visual bem distinto pertencente ao artista Mike Mignola. A história mostrou-se um novo desafio para a equipe, já que com a ausência de canções apenas as sequências de ação teriam que carregar o filme. Ele foi o longa de animação da Disney que mais utilizou imagens geradas por computador até então, com os animadores precisando se adaptar a um formato de tela maior do que estavam acostumados a trabalhar. O linguista Marc Okrand criou um idioma ficcional para uso específico em Atlantis, enquanto o compositor James Newton Howard ficou encarregado da trilha sonora.
Atlantis teve sua estreia no El Capitan Theatre em Los Angeles, estreando comercialmente nos Estados Unidos em 15 de junho de 2001. Ele teve um desempenho bem modesto na bilheteria, arrecadando 84 milhões de dólares na América do Norte e 102 milhões internacionalmente para um total mundial de aproximadamente 186 milhões de dólares. A Disney cancelou uma série de televisão spin-off e uma atração aquática na Disneyland por causa dos resultados financeiros decepcionantes. Alguns críticos elogiaram o longa por sua diferença em relação a outras produções do estúdio, enquanto outros desgostaram pela falta de clareza em seu público alvo e ausência de canções. Ele foi indicado a vários prêmios, incluindo seis Prêmios Annie. Atlantis acabou se tornando um filme cult, em parte por causa do estilo artístico de Mignola. Uma sequência diretamente em vídeo estreou em 2003.

## Enredo
Séculos atrás, uma onda gigante gerada por uma explosão segue em direção da cidade de Atlântida. A rainha atlante é escolhida e paralisada por uma estranha luz hipnótica em meio da evacuação e erguida até o "Coração de Atlantis", um poderoso cristal que paira sobre a cidade e lhe serve como guardião. O cristal a consome e cria uma barreira de energia que protege o distrito central da cidade. A rainha deixa para trás seu marido o rei Kashekim e sua filha a princesa Kida enquanto a parte protegida da ilha afunda no oceano.
Em 1914, o cartógrafo e linguista Milo Thatch do Instituto Smithsoniano, marginalizado por seus colegas devido suas pesquisas sobre Atlântida, acredita ter encontrado a localização do Diário do Pastor, um antigo manuscrito que contém guias para encontrar a cidade perdida. A diretoria do museu recusa sua proposta para financiar uma procura pelo diário, porém uma misteriosa mulher chamada Helga Sinclair o apresenta para o excêntrico milionário Preston B. Whitmore. Este já financiou uma expedição bem-sucedida que encontrou o diário como uma forma de pagamento ao avô de Milo, recrutando o neto a fim de liderar uma expedição para Atlântida.
A expedição parte liderada pelo comandante Lyle Rourke, que também liderou o grupo que recuperou o diário. A tripulação inclui Vinny Santorini, um especialista em demolição; Joshua Sweet, um oficial médico; Audrey Ramirez, uma mecânica;  Packard, uma operadora de rádio; Gaetan Molière, um escavador estranho e Cookie Farnsworth, um cozinheiro. Eles partem a bordo do Ulysses, um enorme submarino. A expedição é atacada durante a jornada pelo Leviatã, um mostro robótico semelhante a uma lagosta que guarda a entrada de Atlântida. O submarino é destruído, porém Milo, Rourke e parte da equipe conseguem escapar por uma caverna submarina, descrita pelo diário como a entrada para a cidade.
Eles viajam por uma rede de túneis e um vulcão adormecido, finalmente encontrando Atlântida. A expedição é recebida por Kida, que pede a ajuda de Milo para decifrar a língua escrita atlante, há muito esquecida pelos próprios nativos. Os dois nadam pelas profundezas das ruínas submersas da cidade e decifram enorme murais, com Kida e Milo sendo capazes de descobrir a verdadeira natureza do Coração de Atlantis: ele fornece aos habitantes poder e longevidade através dos pequenos cristais que as pessoas usam como colares. Milo se surpreende que o diário não menciona nada a respeito, porém se lembra que há uma página faltando.
Rourke, quando os dois retornaram para a superfície, revela que está de posse da página faltando, traindo-os com a intenção de roubar o cristal para vendê-lo. Ele fere o rei Kashekim mortalmente enquanto tenta adquirir informações sobre a localização do cristal, finalmente encontrando-o por conta própria sob a sala do trono. O cristal detecta uma ameaça e se funde com Kida. Rourke e os mercenários a prendem em uma caixa e preparam para levá-la até a superfície. Milo sabe que os atlantes morrerão se o cristal for levado embora, brigando com seus companheiros por terem traído suas consciências, conseguindo convencê-los a deserdar Rourke. O rei explica que o cristal desenvolveu consciência própria, florescendo por meio das emoções dos nativos e encontrando um hospedeiro real sempre que Atlântida corre perigo. Kashekim também revela que a onda gigante do passado foi causada quando ele tentou usar o cristal para guerra. Ele morre e entrega seu colar de cristal a Milo.
Milo é encorajando por Sweet e reúne a tripulação e os atlantes a fim de enfrentarem Rourke. Helga, Rourke e os mercenários são mortos na batalha dentro do vulcão. Milo e os outros são capazes de retornarem o cristal para a cidade enquanto o vulcão entra em erupção. A lava flui para Atlântida, com Kida (em sua forma de cristal) erguendo-se no ar e criando uma barreira que protege a cidade. A lava se solidifica rapidamente e se quebra, mostrando Atlântida restaurada, enquanto o cristal devolve Kida ilesa para Milo. A tripulação sobrevivente volta para a superfície e prometem manter o segredo. Milo fica para trás e a ajuda a reconstruir o império.

## Elenco

Esboço de Milo e Kida. O desenho de Milo foi parcialmente baseado em esboços de Marc Okrand, o linguista do filme.

- Michael J. Fox como Milo James Thatch, um linguista e cartógrafo do Instituto Smithsoniano que é recrutado para decifrar O Diário do Pastor em uma expedição para Atlântida. O diretor Kirk Wise afirmou que Fox foi escolhido para o papel porque a equipe achou que o ator dava uma personalidade própria para o personagem e o deixava mais crível. Fox disse que dublagem era muito mais fácil que atuar normalmente em frente das câmeras pois ele não precisava se preocupar com sua aparência enquanto dizia suas falas.[12] Os cineastas comentaram que o ator também recebeu a oferta de um papel em Titan A.E.; Fox permitiu que seu filho escolhesse qual filme deveria trabalhar, com ele escolhendo Atlantis.[13] Os fãs perceberam similaridades entre Milo e Marc Okrand, o linguista que desenvolveu o idioma atlante. Okrand disse que foi desenhado por John Pomeroy, o supervisor de animação do personagem, pois este afirmou que não tinha ideia como um linguista se parecia ou agia.[14]

- James Garner como comandante Lyle Tiberius Rourke, o líder de um grupo de mercenários que forma a tripulação para a expedição até Atlântida. Wise escolheu Garner por causa de seus papéis anteriores em filmes de ação, especialmente em longas de guerra e faroeste, dizendo que o papel lhe "serve como uma luva". O ator respondeu que "Eu faria sem pensar" ao ser perguntado se estava interessado em interpretar o personagem.[12]

- Cree Summer como Kidagakash "Kida" Nedakh, a Princesa de Atlântida. Randy Haycock, o supervisor de animação de Kida, disse que Summer foi muito "intimidadora" quando a equipe se encontrou com ela pela primeira vez; isto influenciou como ele queria que Kida parecesse a agisse durante seu primeiro encontro com Milo.[12]

- Don Novello como Vincenzo "Vinny" Santorini, um especialista em demolição italiano. Wise e Russ Edmonds, o supervisor de animação de Vinny, salientaram a habilidade de Novello na improvisação de diálogos. Edmonds comentou que o ator "olharia para o roteiro e leria uma vez as falas como estavam escritas, e nunca mais as leria de novo! E nós nunca usamos uma fala escrita, foram improvisações, o filme todo".[12]

- Phil Morris como doutor Joshua Sweet, um médico de ascendência afro-americana e nativa-americana. Ron Husband, o supervisor de animação de Sweet, indicou que um dos desafios foi sincronizar as falas ditas rapidamente por Morris com a animação do personagem, sem que ao mesmo tempo ele parecesse falso. O ator comentou que Sweet era extremo, "sem meio termo", complementando com, "Quando ele está feliz, ele está realmente feliz, e quanto ele está sério, ele está realmente sério".[12]

- Claudia Christian como tenente Helga Sinclair, a braço-direito alemã de Rourke. Christian descreveu Helga como "sensual" e "marcante". A atriz ficou aliviada quando finalmente viu a aparência da personagem, brincando que "Eu odiaria, você sabe, passar por tudo isso e descobrir que minha personagem é horrenda".[12]

- Jacqueline Obradors como Audrey Rocio Ramirez, uma mecânica porto-riquenha adolescente e o membro mais jovem da expedição. Obradors comentou que Audrey lhe fez "sentir como uma criança novamente" e que ela sempre desejou que suas sessões de gravação durassem mais.[12]

- Florence Stanley como Wilhelmina Bertha Packard, uma operadora de rádio idosa, sarcástica e fumante. Stanley achou que Packard era muito "cínica" e "segura": "Ela faz seu trabalho e faz qualquer coisa que quer quando não está ocupada".[12]

- Jim Varney como Jebidiah Allardyce "Cookie" Farnsworth, um cozinheiro caipira. Varney morreu de câncer em fevereiro de 2000, antes do fim da produção, com o filme sendo dedicado à sua memória. O produtor Don Hahn ficou triste que Varney nunca pode ver o longa finalizado, porém comentou que o ator viu clipes de seu personagem durante algumas sessões e afirmou que "Ele amou". Shawn Keller, o supervisor de animação de Cookie, disse que "Foi meio que um fato triste que [Varney] sabia que nunca seria capaz de ver este filme antes de falecer. Ele fez um trabalho de dublagem fenomenal, sabendo do fato que nunca veria sua última performance".[12]

- Corey Burton como Gaëtan "Mole" Molière, um geólogo francês que age como uma toupeira. Burton mencionou que encontrou sua interpretação de Mole ao permitir que o personagem "pulasse fora" dele enquanto fazia vozes engraçadas. O ator disse que, afim de conseguir entrar no personagem durante as sessões de gravação, costumava "se jogar para dentro da cena e sentir como se eu estivesse dentro deste mundo de fantasia".[12]

- John Mahoney como Preston B. Whitmore, um milionário excêntrico que financia a expedição para Atlântida. Lloyd Bridges foi originalmente escalado para o papel, porém ele morreu antes da produção acabar. O entusiasmo e vigor de Mahoney fez com que a personalidade de Whitmore fosse retrabalhada.[15] O ator afirmou que fazer a dublagem foi "libertador" e lhe permitiu ser "grande" e "escandaloso" com seu personagem.[12]

- Leonard Nimoy como Kashekim Nedakh, o Rei de Atlântida e pai de Kida. Michael Cedeno, o supervisor de animação de Kashekim, ficou espantado pelo talento de Nimoy para dublagem, dizendo que o ator deu grande riqueza ao personagem apenas por meio da sua interpretação vocal. Cedeno também comentou que a equipe costumava sentar e assistir em espanto Nimoy dizer suas falas.[12]

## Produção

### Desenvolvimento

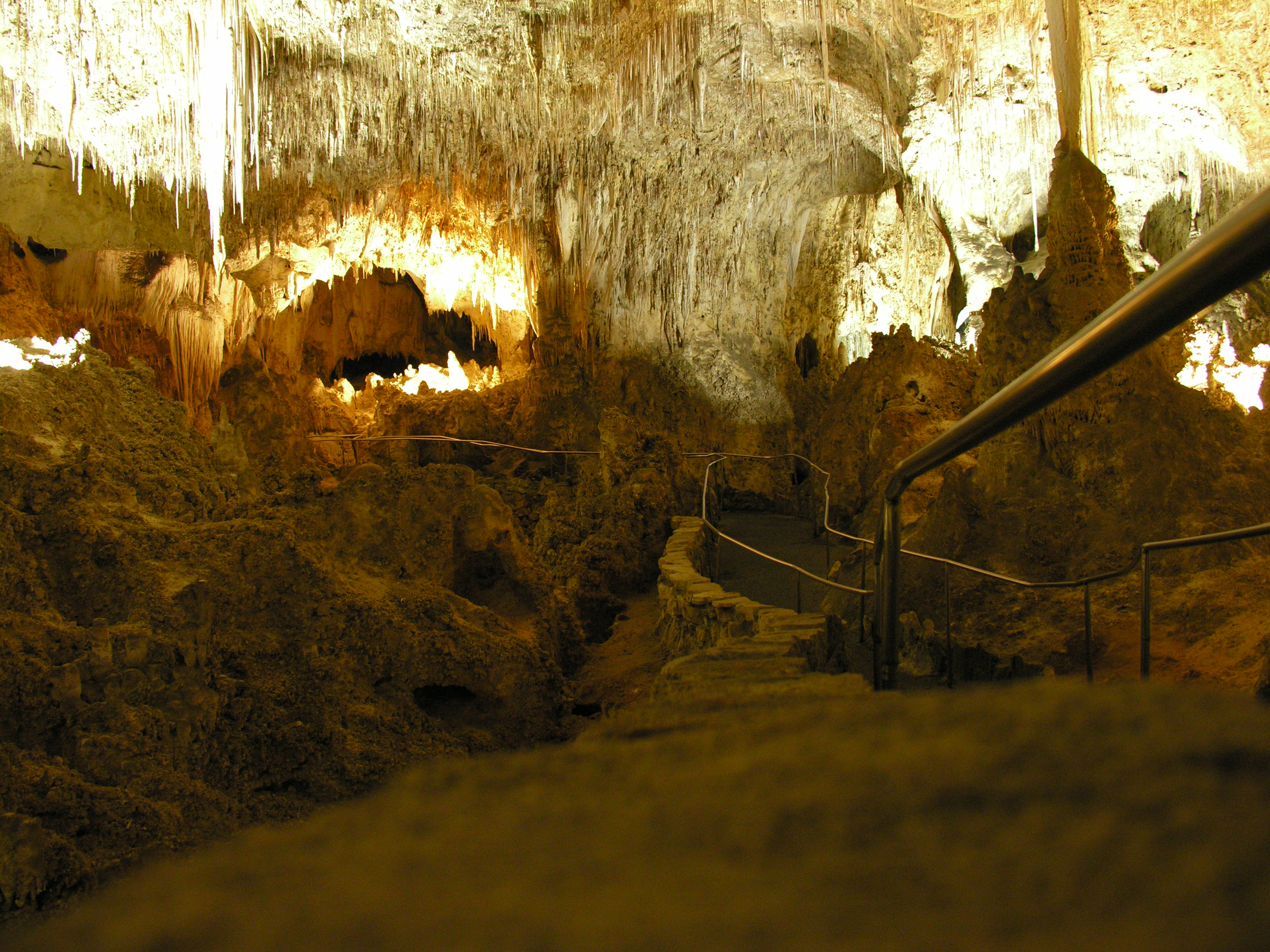
Membros da equipe de produção visitaram as Cavernas de Carlsbad para entenderem sobre espaços subterrâneos que seria representados no filme.

A ideia de Atlantis: The Lost Empire foi concebida em outubro de 1996 por Don Hahn, Gary Trousdale, Kirk Wise e Tab Murphy enquanto almoçavam em um restaurante mexicano de Burbank, Califórnia. Eles tinham recentemente finalizado The Hunchback of Notre Dame e desejavam manter a equipe junta para outro filme com uma temática aventureira. Os cineastas inspiraram-se em Viagem ao Centro da Terra de Júlio Verne e partiram para produzir um longa que exploraria por completo Atlântida, diferentemente da breve passagem descrita no romance de Verne. A equipe utilizou principalmente a internet para pesquisarem a mitologia acerca de Atlântida, com eles ficando interessados nas leituras clarividentes de Edgar Cayce e decidindo incorporar algumas de suas ideias na história – principalmente a ideia de um cristal que fornece poder, cura e longevidade para os atlantes. Os cineastas também visitaram museus e antigas instalações militares a fim de estudar a tecnologia do início do século XX, período histórico em que o filme se passa, também viajando mais de 240 metros para baixo da terra dentro das Cavernas de Carlsbad no Novo México com o objetivo de verem trilhas subterrâneas que acabaram tornando-se modelos para sua abordagem de Atlântida no filme.
De acordo com Wise, os cineastas queriam evitar a representação comum de Atlântida como "colunas gregas caídas submersas": "Estávamos comprometidos desde o início em projetá-la do começo ao fim. Vamos ver o estilo arquitetônico, roupas, patrimônio, costumes, como eles dormiriam e como eles falariam. Então trouxemos pessoas a bordo que poderiam nos ajudar a desenvolver essas ideias". O diretor de arte David Goetz disse que "Olhamos para a arquitetura maia, estilos de arquitetura antigos e incomuns ao redor do mundo, e os diretores gostaram muito do visual da arquitetura do Sudeste Asiático". A equipe posteriormente pegou ideias de outras formas arquitetônicas, incluindo construções cambojanas, indianas e tibetanas. Hahn comentou: "Se você pegar e desconstruir arquiteturas ao redor do mundo em um único vocabulário arquitetônico, é assim que nossa Atlântida se parece". O desenho geral e a disposição circular da cidade foi baseada nos escritos de Platão, com sua citação "em um único dia e noite de infortúnio, a ilha de Atlântida desapareceu nas profundezas do mar" tendo sido importantíssima desde o início da produção. A equipe usou camisetas com a inscrição "ATLANTIS – Menos canções, mais explosões" por causa de sua intenção em criar um filme de ação-aventura, diferente de outros longas de animação da Walt Disney Feature Animation que eram musicais.

#### Idioma

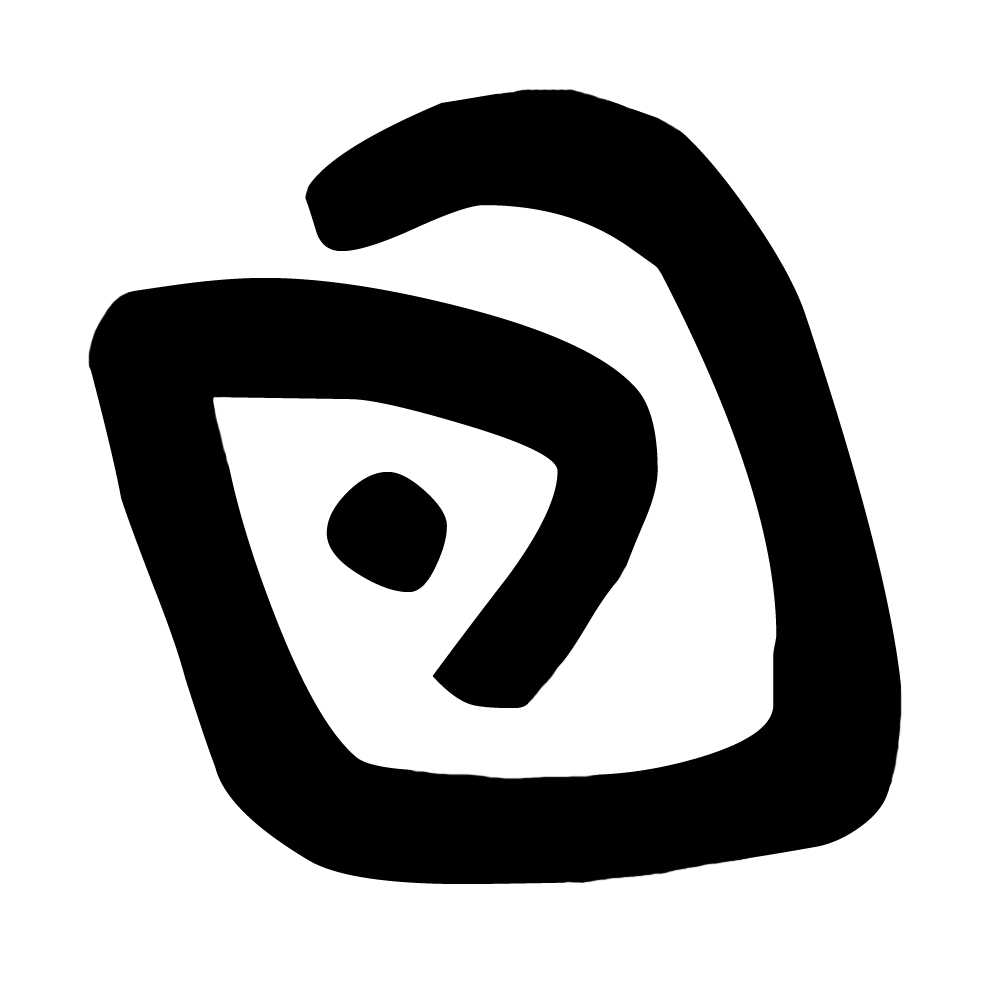
A letra "A" atlante, criada por John Emerson. Wise comentou que seu desenho era um mapa do tesouro para o cristal, o Coração de Atlântida.

Marc Okrand, linguista que originalmente tinha desenvolvido a língua klingon para a franquia Star Trek, foi contratado para elaborar o idioma atlante que seria usado em Atlantis. Ele foi instruído pelos diretores a seguir pelo conceito de uma "língua mãe", dessa forma empregando um estoque de palavras indo-europeias com sua própria estrutura gramática. Orkand alterou palavras que estavam começando a soar muito parecidas com alguma linguagem falada atualmente. O artista John Emerson criou o alfabeto escrito, realizando centenas de esboços aleatórios de letras individuais, dos quais os diretores escolheram aqueles que achavam que melhor representavam o alfabeto atlante. A língua escrita era um bustrofédon: projetada para ser lida da esquerda para a direita na primeira linha, então direita para a esquerda na segunda, continuando em um padrão ziguezague a fim de emular o fluxo da água.
| “           | A [letra "A"] Atlante é um formato desenvolvido por John Emerson. É um mapa em miniatura da cidade de Atlantis, ou seja, o lado de fora do redemoinho é a caverna, o formato interno é a silhueta da cidade e o ponto é a localização do cristal. É um mapa do tesouro. | ” |
| — Kirk Wise | |   |

### Roteiro
Joss Whedon foi o primeiro roteirista envolvido, porém saiu logo para trabalhar em outros projetos da Walt Disney Pictures. Segundo o próprio, ele "não tinha um pingo" dentro do filme. Tab Murphy completou o roteiro, dizendo que demorou "por volta de três a quatro meses" entre as discussões iniciais sobre a história até a produção de um roteiro que satisfez a equipe. O rascunho inicial tinha 155 páginas, muito mais longo que o típico roteiro Disney de aproximadamente noventa páginas. Os diretores calcularam que os dois primeiros atos juntos davam 120 minutos, assim cortaram personagens e sequências, focando-se mais em Milo. Murphy afirmou que criou O Diário do Pastor porque necessitava de um mapa para os personagens seguirem na sua jornada. Uma versão revisada do roteiro eliminou as provas encontradas pela expedição enquanto navegavam pelas cavernas até Atlântida. Isto deu ao filme um ritmo mais rápido, já que a cidade é descoberta mais cedo na história.

"Os diretores descreveram os atlantes usando o Egito como exemplo. Quando Napoleão vagou para o Egito, o povo tinha perdido a noção de sua outrora grande civilização. Eles estavam cercados por artefatos de sua antiga grandeza, porém de alguma forma ignorantes sobre o que significavam."

—Don Hahn
O personagem de Milo Thatch originalmente seria um descendente de Edward Teach ou Thatch, mais conhecido como o pirata Barba Negra. Os diretores posteriormente o colocaram como descendente de um explorador para que assim ele descobrisse seu talento interior para exploração. O personagem de Molière inicialmente tinha a intenção de ser "professoral", porém o artista Chris Ure alterou o conceito para uma "pequenina criatura horrível com um casaco maluco e um capacete estranho com olhos estendidos", de acordo com Wise. Hahn salientou que a ausência de canções apresentou um desafio para uma equipe acostumada a animar musicais, já que apenas as sequências de ação precisariam carregar o filme. Wise comentou que isso deu aos cineastas oportunidades de criar maior desenvolvimento de personagens: "Tivemos mais tempo de cena disponível para fazer uma cena como quando Milo e os exploradores estão acampando e aprendendo sobre as histórias uns dos outros. Uma sequência inteira é dedicada a jantar e ir para cama. Isso não é algo que tipicamente você teria o luxo de fazer".
Hahn disse que a primeira sequência a ser finalizada durante a produção foi o prólogo. A versão original tinha um grupo de ataque viquingue em barcos usando O Diário do Pastor para encontrar Atlântida, porém eram rapidamente repelidos pelo Leviatã. O supervisor de história Jon Sanford disse aos diretores perto do final do processo de produção e animação que achava que o prólogo não dava aos espectadores um grande envolvimento emocional com os atlantes. Os diretores concordaram com Sanford, mesmo sabendo que o prólogo viquingue estava completado e que custaria mais tempo e dinheiro para poderem alterar a cena. Trousdale foi para casa no mesmo dia e fez novos storyboards durante uma única tarde. O abertura foi substituída por uma sequência mostrando a destruição de Atlântida, que apresentou o filme a partir da perspectiva dos atlantes e de Kida. O prólogo viquingue foi depois incluído como um extra do DVD.

### Animação

Imagem comparativa do panorama de Atlântida, em cima cortado no formato de tela padrão da Disney (1.66:1) e em baixo no formato original do filme (2.35:1).

Por volta de 350 animadores, artistas e técnicos trabalharam em Atlantis durante o auge de sua produção em todos os três estúdios: Walt Disney Feature Animation em Burbank, Walt Disney Feature Animation Florida em Orlando e Disney Animation France em Paris. O longa foi um dos poucos filmes de animação da Disney a ser produzido no formato anamórfico 70 mm. Os diretores acharam que a imagem panorâmica era crucial por ser uma referência nostálgica a antigos filmes de ação-aventura apresentados em CinemaScope 2.35:1, salientando Raiders of the Lost Ark como inspiração. Os executivos da Disney estavam relutantes sobre troca de formato, pois necessitaria da compra de mesas de animação e equipamentos projetados para o formato panorâmico. A produção encontrou a solução mais simples de desenhar dentro de um quadro menor nos mesmos papéis e equipamentos usados no formato padrão Disney 1.66:1. O supervisor Ed Ghertner escreveu um guia sobre o formato panorâmico para que os artistas utilizassem e mencionou que uma das vantagens da tela maior era que poderiam manter os personagens mais tempo em cena devido o espaço adicional. Wise inspirou-se ainda mais no formato ao assistir filmes dos diretores David Lean e Akira Kurosawa.
O estilo visual de Atlantis foi muito baseado na arte de Mike Mignola, ilustrador do quadrinho Hellboy. Mignola foi um de quatro desenhistas de produção contratados pela Disney para o filme, com os outros sendo Matt Codd, Jim Martin e Ricardo Delgado. Ele forneceu guias de estilo, desenhos preliminares de personagens e ambientes e ideias para a história. Wise comentou que "O estilo gráfico e angular de Mignola foi uma influência chave no 'visual' dos personagens". O artista ficou surpreso quando foi contatado a primeira vez pelo estúdio para trabalhar em Atlantis. Sua influência artística na produção seriam um dos fatores que posteriormente contribuiriam para o status cult do longa.
| “              | Eu me lembro de assistir um corte bruto do filme e esses personagens tinham essas mãos grandes, estranhas e quadradas. Eu disse para o cara do meu lado, 'Essas são mãos legais'. E ele disse para mim, 'Sim, elas são suas mãos. Tivemos uma reunião inteira sobre como fazer as suas mãos'. Foi tão estranho que meu cérebro não conseguia processar. | ” |
| — Mike Mignola | |   |

A cena final da câmera se afastando de Atlântida foi descrita pelos diretores como a mais difícil na história da animação da Disney. Eles afirmaram que um afastamento similar em The Hunchback of Notre Dame "debatia-se" e "faltava profundidade"; entretanto, Trousdale e Wise tentaram a técnica novamente em Atlantis devido a avanços no processo de multiplanos. A cena começa em uma folha de papel de quarenta centímetros mostrando um plano fechado de Milo e Kida, afastando-se para revelar a totalidade da Atlântida restaurada, alcançando o equivalente a uma folha de 457 metros composta de várias folhas individuais de sessenta centímetros ou menos. Cada peça foi desenhada com cuidado e combinada com veículos animados voando simultaneamente pela cena a fim de fazer o espectador ver uma imagem completa e integrada.

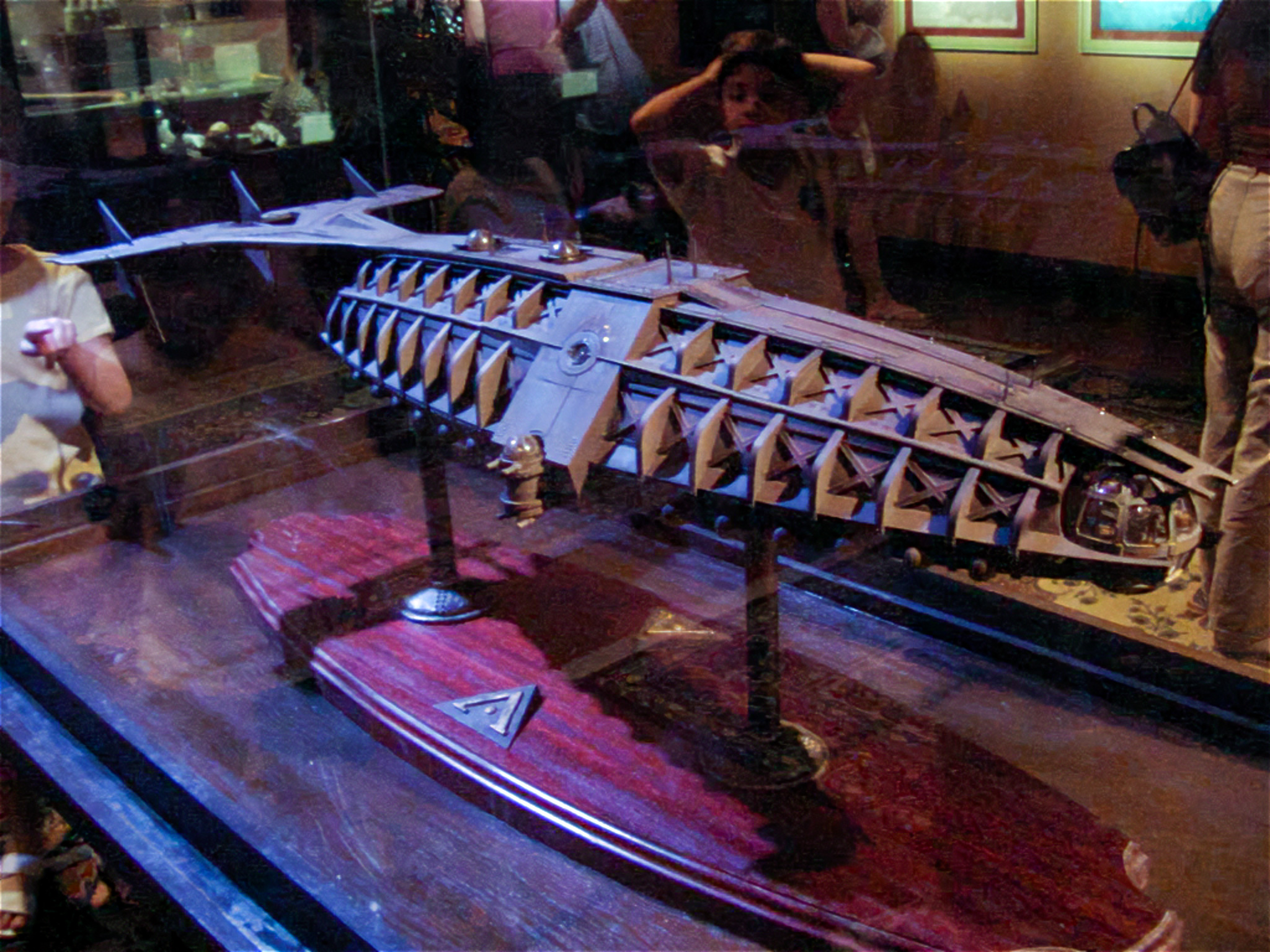
Modelo do submarino Ulysses criado por Greg Aronowitz, usado como referência pelos animadores 3D.

Atlantis foi filme de animação da Disney que mais fez uso de imagens geradas por computador até então. Os diretores colocaram os artistas digitais para trabalharem junto com animadores tradicionais com o objetivo de aumentarem a produtividade. Várias cenas importantes necessitavam de grande uso de animações digitais: o submarino Ulysses e seus minisubs, o Leviatã, o Coração de Atlântida e os Gigantes de Pedra. Codd e Martin projetaram o Ulysses, com Greg Aronowitz sendo contratado para construir uma miniatura do submarino para poder ser usada como uma referência para o desenho tridimensional a ser usado no filme. Atlantis contém 362 planos com efeitos digitais, com programas de computador sendo usados para integrar as artes bidimensionais e tridimensionais homogeneamente. Uma das cenas que tirou grande vantagem disso foi o mergulho do submarino, quando o Ulysses é solto de sua doca para baixo d'água. Um Milo bidimensional foi colocado dentro, acompanhando o movimento de câmera, enquanto esta flutuava em direção da embarcação. A equipe comentou que foi complicado fazer com que os espectadores não percebessem a diferença entre os desenhos bidimensionais e tridimensionais quando eles estavam fundidos. A produção digital também deu aos diretores uma "câmera virtual" única para planos mais complicados. Esta câmera tinha a capacidade de operar no eixo z, movendo-se por uma armação digital; o fundo e detalhes foram depois adicionados manualmente sobre as armações. Isto foi usado na cena inicial pelo voo sobre Atlântida e na perseguição de submarino pela caverna submarina com o Leviatã atrás.

### Música e som
Já que o filme não teria nenhum número musical, os diretores contrataram James Newton Howard para compor a trilha sonora. Howard tinha um contrato para trabalhar em vários filmes de animação da Disney e Atlantis acabou sendo um deles. O compositor abordou o longa como um qualquer outro filme, decidindo ter diferentes temas musicais para as culturas da superfície e para Atlântida. No caso desta última, Howard escolheu um som orquestral indonésio, incorporando sinos, carrilhões e gongos. Os diretores disseram ao compositor que muitas cenas importantes não teriam diálogos, assim a trilha precisariam transmitir emocionalmente aquilo que os espectadores estariam vendo em tela. O filme teve uma canção tema chamada "Where the Dream Takes You", interpretada por Mýa, escrita por Howard e Diane Warren e tocada nos créditos finais.
Gary Rydstrom e sua equipe na Skywalker Sound foram contratados para a produção sonora de Atlantis. Assim como Howard, Rydstrom empregou sons diferentes para as duas culturas da história: já que os exploradores receberam sons mecânicos e de máquinas advindos do começo da era industrial, ele achou que os atlantes deveriam ter um som "mais orgânico" e assim usou cerâmicas e objetos semelhantes. O efeito sonoro das máquinas voadoras atlantes mostrou-se um desafio particular. Rydstrom contou que estava um dia gravando ao lado de uma rodovia quando um caminhão carreta passou do seu lado em alta velocidade. Ele achou que a gravação soava bem orgânica quando foi acelerada no computador, com isto sendo usado no filme. Rydstrom também desenvolveu o som de sinos harmônicos do Coração de Atlântida ao esfregar seus dedos na ponta de uma taça de champanhe, enquanto o som dos minisubmarinos movendo-se pela água foi alcançado com um irrigador oral.

## Lançamento

### Divulgação
Atlantis foi uma das primeiras grandes tentativas da Disney no marketing digital. Ele foi divulgado através da Kellogg's, que criou um website com minijogos e um sorteio de jogo eletrônico para códigos de barras em embalagens especiais marcadas com cereais de Atlantis. O longa foi uma das primeiras tentativas do estúdio em divulgação por meio operadoras de celulares, permitindo que usuários baixassem jogos baseados no filme. O McDonald's tinha um acordo de licenciamento exclusivo para todos os lançamentos Disney, divulgando Atlantis com brinquedos do McLanche Feliz, embalagens temáticas e decoração nas lojas. A campanha de promoção do McDonald's também envolvia anúncios de televisão, rádio e impressos a partir da data de estreia. A Frito-Lay ofereceu ingressos grátis para o filme em embalagens especialmente marcadas. Além disso, a exposição especial Destination: Atlantis ocorreu no El Capitan Theatre em Hollywood desde a estreia até 8 de julho, contendo objetos de bastidores, informações sobre a lenda de Atlântida, os jogos eletrônicos baseados no filme e outras atrações. O Aquário do Pacífico emprestou vários peixes para serem exibidos dentro da atração.

### Bilheteria
Jornalistas especializados especularam antes do lançamento de Atlantis que ele teria uma competição difícil vinda de Shrek da DreamWorks SKG, um filme de animação totalmente em computação gráfica, e Lara Croft: Tomb Raider da Paramount Pictures, outro longa de ação-aventura. Wise comentou sobre a mudança de mercado para longe da animação tradicional e a competição com filmes digitais: "Qualquer animador tradicional, incluindo eu, não consegue deixar de sentir uma pontada de dor. Eu acho que sempre se resume à história e personagens, e uma forma não vai substituir a outra. Assim como a fotografia não substituiu a pintura. Mas talvez eu esteja cego para isso". Steve Daly e Jeff Jensen da Entertainment Weekly salientaram que filmes em computação gráfica como Shrek provavelmente atrairiam o demográfico adolescente que tipicamente não se interessava por animações, afirmando que Atlantis era uma "aposta criativa e comercial".
Atlantis teve sua estreia mundial no El Capitan em Hollywood no dia 3 de junho de 2001, recebendo uma estreia comercial limitada em Nova Iorque e Los Angeles em 8 de junho e seu lançamento completo ocorrendo em no dia 15. O longa ficou na segunda posição em seu fim de semana de estreia, arrecadando 20,3 milhões de dólares em 3011 cinemas. Seu lançamento internacional começou em 14 de junho em Singapura, com outros mercados seguindo-se, incluindo Brasil em 29 de junho e Portugal em 7 de dezembro.[carece de fontes?] Atlantis arrecadou no total mundial 186.053.725 milhões de dólares ao final de suas 25 semanas de exibição, com 84 milhões vindos da América do Norte e 102 milhões de outros territórios. Seu desempenho comercial foi considerado decepcionante, com Thomas Schumacher, então presidente da Walt Disney Feature Animation, dizendo que "Parecia na época uma boa ideia não fazer um conto de fadas fofo, mas erramos".

### Home video
Atlantis foi lançado em VHS e DVD no dia 29 de janeiro de 2002. Ele liderou as vendas de VHS durante seu primeiro mês e ficou na terceira posição nas vendas combinadas de VHS e DVD. Vendas e aluguéis dos dois formatos juntos eventualmente acumularam uma renda de 153 milhões de dólares pela metade de 2003. O DVD foi lançado tanto em uma edição simples quanto em uma edição de colecionador dupla com conteúdos extras. O DVD simples dava ao espectador a opção de assistir o longa em seu formato de tela original 2.35:1 ou no formato modificado 1.33:1 por meio de pan e scan. Esta versão vinha com comentários em áudio e visuais feitos pelos cineastas, um passeio virtual pelos modelos de computação gráfica, um tutorial do idioma atlante, uma enciclopédia sobre o mito de Atlântida e a cena deletada do prólogo viquingue. A edição dupla continha todos os extras da edição simples mais vários documentários de bastidores detalhando vários aspectos da produção. Esta edição só podia ser vista no formato de tela original, possuindo também a opção de áudio DTS 5.1. Ambas as versões em DVD possuíam uma faixa de áudio Dolby Digital 5.1 e foram aprovadas pela THX. A Disney remasterizou Atlantis e o relançou em Blu-ray em 11 de junho de 2013 em uma embalagem que vinha junto com sua sequência Atlantis: Milo's Return.

## Recepção

### Crítica
Atlantis foi recebido de forma mista pela crítica. O agregador de resenhas Rotten Tomatoes indica um índice de aprovação de 49% e uma nota média de 5,5/10 baseado em 141 resenhas, com o consenso sendo: "Atlantis proporciona um espetáculo de ritmo acelerado, porém tropeça em coisas como desenvolvimento de personagens e enredo coerente". Já no Metacritic, que cria uma nota a partir de uma média aritmética ponderada, o filme tem uma aprovação de 52/100 a partir de 29 críticas. Pesquisas feitas pela CinemaScore durante o fim de semana de estreia revelaram que a nota média dada pelos espectadores a Atlantis foi um "A" em uma escala de "A+" até "F".
Apesar das reações mistas que o filme recebeu de forma geral, alguns críticos elogiaram seus visuais, elementos de ação-aventura e tentativa de atrair um público mais velho. Roger Ebert do Chicago Sun-Times deu a Atlantis uma nota de três estrelas e meia de um total de quatro, elogiando a "aparência visual limpa e clara" da animação e a "energia clássica do estilo de histórias em quadrinhos", creditando isto ao trabalho de Mignola. Ele falou bem especialmente da história e da cena final de batalha: "A história de Atlantis é empolgante no estilo de uma antiga ficção científica pulp, porém a cena climática transcende o resto e se estabelece como uma das maiores sequências de ação animadas". Elvis Mitchell do The New York Times fez vários elogiaos ao longa, descrevendo-o como "um feito monumental" e afirmando que "Atlantis é um dos desenhos mais visualmente atraentes da Disney desde que o Tio Walt institucionalizou a luva de quatro dedos". James Berardinelli da Reelviews escreveu uma crítica positiva, avaliando o filme com três estrelas de quatro e dizendo que "No todo, Atlantis oferece noventa minutos de entretenimento de qualidade, mais uma vez provando que apesar da Disney não ter noção na hora de produzir filmes live-action bons, eles são exatamente o oposto quando o assunto é sua divisão de animação". Wesley Morris do San Francisco Chronicle falou positivamente da abordagem do filme para um público mais velho: "Porém logo abaixo da superfície, Atlantis enche-se com possibilidades adultas".
Outros críticos acharam que Atlantis era medíocre em história e personagens, falhando em entregar um não-musical para o público Disney tradicional. Owen Gleiberman da Entertainment Weekly deu ao longa uma nota C+, escrevendo que tinha um protagonista "estereotipado" e era "a essência de ofício sem sonho". Kenneth Turan do Los Angeles Times comentou que o enredo e as caracterizações eram "antiquadas" e que o filme tinha um visual retrógrado de um desenho matinal de sábado, porém estas falhas eram compensadas por sua "ação rápida" e ritmo frenético. Todd McCarthy da Variety escreveu que a "Disney pressiona para o território animado de muita conversa, nenhuma canção, nenhuma dança e, no fim, nenhuma diversão". Stephanie Zacharek da Salon falou a respeito da tentativa da Disney de fazer um filme para um público mais adulto: "O grande problema com Atlantis: The Lost Empire, o último longa de animação da Disney, é que não parece nem um pouco direcionado às crianças: é tão adulto que é imensamente entediante". Rita Kempley do The Washington Post foi severa, afirmando que era uma "confusão moderna mas antiquada" e que "Ironicamente, a Disney esperava atualizar sua imagem com esta aventura levemente desviante, mesmo assim o longa não distanciou-se realmente do formato testado e aprovado parodiado pelo muito superior Shrek".

### Temas e análises
Vários críticos e acadêmicos salientaram que Atlantis aborda fortemente os temas de anticapitalismo e anti-imperialismo. O acadêmico M. Keith Booker, autor de estudos sobre mensagens implícitas transmitidas pela mídia, enxerga o personagem de Rourke como sendo motivado pela "ganância capitalista" quando vai atrás de "seu próprio ganho financeiro", mesmo tendo consciência que "seu roubo [do cristal] vai levar a destruição de [Atlântida]". O jornalista religioso Mark I. Pinsky explorou os temas morais e espirituais em filmes populares da Disney, dizendo que "é impossível interpretar o filme ... de qualquer outra maneira" além de "um ataque devastador e impiedoso sobre o capitalismo e o imperialismo americano". O crítico Max Messier observa que a "Disney ainda consegue desencanar o estilo de vida capitalista dos aventureiros com a intenção de desenterrar a cidade perdida. Malditos os imperialistas!". Segundo Booker, Atlantis "entrega uma moral meio segregacionista" ao concluir com a descoberta que os atlantes mantiveram segredo de outros exploradores da superfície com o objetivo de manter uma separação entre as duas culturas muito divergentes. Outros enxergaram o filme como uma abordagem interessante de uma filosofia utópica semelhante àquela encontrada em obras clássicas de ficção científica de H. G. Wells e Júlio Verne.
Alguns espectadores perceberam após o lançamento que Atlantis tinha várias similaridades com a série de televisão japonesa Fushigi no Umi no Nadia de 1990–91 e o filme japonês Tenkū no Shiro Rapyuta de 1986, particularmente nos quesitos desenho de personagens, ambientação e história. Apesar da Disney nunca ter respondido formalmente às acusações de plágio, Wise comentou em maio de 2001 em um grupo de notícias do estúdio que "Nunca ouvi sobre Nadia até ser mencionado neste [grupo de notícias]. Muito depois de termos terminado a produção, devo comentar". As duas obras foram parcialmente inspiradas no romance Vinte Mil Léguas Submarinas escrito por Júlio Verne em 1870, algo que o jornalista Lee Zion da Anime News Network comentou: "Existem similaridades demais não conectadas com Vinte Mil Léguas para que todo o negócio seja coincidência". Críticos também viram paralelos com o filme Stargate de 1994. As características de Milo assemelham-se àquelas de Daniel Jackson, o protagonista de Stargate e sua série de televisão spin-off Stargate SG-1, que coincidentemente teve um spin-off chamado Stargate Atlantis.[carece de fontes?]

### Prêmios
Atlantis foi indicado a vários prêmios. Ele teve nomeações em seis categorias do Prêmio Annie, porém não venceu nenhuma: Realização Individual em Storyboard para Chris Ure, Realização Individual em Direção de Arte para David Goetz, Realização Individual em Efeitos de Animação para Marlon West, Realização Individual em Dublagem Feminina para Florence Stanley, Realização Individual em Dublagem Masculina para Leonard Nimoy e Realização Individual em Música para James Newton Howard. O longa recebeu indicações como Melhor Filme de Animação nos Prêmios da Sociedade de Críticos Online de Cinema e Melhor Filme de Família – Animação nos Prêmios do Jovem Artista. Howard e Diane Warren foram indicados na categoria Melhor Canção Original para Filme por "Where the Dream Takes You" nos Prêmios Trilha Sonora do Mundo. O longa recebeu três indicações na Sociedade Política de Cinema: Democracia, Direitos Humanos e Paz. Seu lançamento em DVD foi indicado a Documentário Original Retrospectivo para Michael Pellerin nos Prêmios Exclusivos de DVD. O único prêmio vencido por Atlantis foi o de Melhor Edição de Som – Longa-Metragem Animado no Prêmio Rolo de Ouro, entregue para Gary Rydstrom, Michael Silvers, Mary Helen Leasman, John K. Carr, Shannon Mills, Ken Fischer, David C. Hughes e Susan Sanford.

## Outras mídias
Atlantis tinha a intenção de ser o trampolim para uma série de televisão animada intitulada Team Atlantis, que apresentaria mais aventuras com os mesmos personagens. Entretanto, o programa não foi produzido devido o desempenho abaixo do esperado do filme na bilheteria. A Disney lançou em 20 de maio de 2003 uma sequência diretamente em vídeo chamada Atlantis: Milo's Return, que consiste nos três episódios que já estavam planejados para a série cancelada. Além disso, a Disneyland planejava reavivar sua atração Submarine Voyage com uma temática Atlantis e possuindo elementos do filme, tendo sido divulgado como um encontro com os personagens. Estes planos também foram cancelados e a atração reabriu em 2007 como a Finding Nemo Submarine Voyage, baseado no filme Finding Nemo da Pixar.

### Trilha sonora
O álbum comercial contendo a trilha sonora de Atlantis foi lançado em 22 de maio de 2001 pela Walt Disney Records, consistindo de cinquenta minutos de uma seleção de faixas da música original de Howard e também a canção tema "Where the Dream Takes You", interpretada por Mýa. Ele também foi lançado em uma edição especial limitada em vinte mil cópias com uma capa tridimensional mostrando o Leviatã. Houve um raríssimo álbum promocional com os 73 minutos da trilha completa de Howard para os votantes da Academia de Artes e Ciências Cinematográficas, porém foi bootlegged e distribuído sem autorização com capas desenhadas pelos fãs. O crítico musical Christian Clemmensen comentou o álbum promocional e a trilha como um todo: "Fora aproximadamente cinco minutos de material adicional superior (incluindo a enorme abertura, 'Atlantis Destroyed'), a apresentação completa é na maior parte redundante. Ainda assim, Atlantis é uma obra bem realizada de seu gênero".

### Jogos eletrônicos
Vários jogos eletrônicos baseados no filme foram lançados. Atlantis: The Lost Empire – Search for the Journal foi desenvolvido pela Zombie Studios e publicado pela Buena Vista Games. Ele foi lançado em 1 de maio de 2001 exclusivamente para Microsoft Windows, sendo um título do gênero tiro em primeira pessoa e o primeiro de dois jogos produzido pela Zombie e lançado como parte do processo de divulgação feito através da Kellogg's. Atlantis: The Lost Empire – Trial by Fire foi o segundo jogo desenvolvido pela Zombie, sendo outro tiro em primeiro pessoa para Microsoft Windows e lançado em 18 de maio de 2001.
O estúdio Eurocom desenvolveu Disney's Atlantis: The Lost Empire para PlayStation, sendo um jogo de ação lançado em 14 de junho de 2001. O jogador controla Milo, Kida, Audrey, Molière e Vinny enquanto atravessam Atlântida, desvendando seus segredos ao desbloquearem itens escondidos por todo o jogo. A THQ fez a conversão do título para os consoles portáteis Game Boy Color e Game Boy Advance. Nestas, ele transformou-se em jogo do gênero plataforma em que o jogador controla Milo e outros três personagens através de catorze níveis até descobrirem a cidade de Atlântida.